# ФК Карл Цајс Јена
Фудбалски клуб Карл Цајс Јена је немачки фудбалски клуб из Јене. Тренутно се такмичи у 3. лиги Немачке, трећем рангу немачког фудбала. Клуб је основан 13. маја 1903. од стране радника фабрике оптичких инструмената „Карл Цајс”. Карл Цајс Јена је троструки освајач првенства Источне Немачке, 4 пута освајач Купа Источне Немачке, а једанпут је играла финале Купа победника купова.

## Успеси
- Прва лига Источне Немачке
  - Првак (3): 1963, 1968, 1970
  - Другопласирани (9): 1958, 1965, 1966, 1969, 1971, 1973, 1974, 1975, 1981
- Куп Источне Немачке
  - Освајач (4): 1960, 1972, 1974, 1980
  - Финалиста (3): 1965, 1968, 1988
- Куп победника купова
  - Финалиста (1): 1980/81

## Карл Цајс Јена у европским такмичењеима
| Сезона  | Такмичење             | Коло          | Земља                                            | Клуб              | Резултат            |
| ------- | --------------------- | ------------- | ------------------------------------------------ | ----------------- | ------------------- |
| 1961/62 | Куп победника купова  | Предтакмичење | Велс                                             | Свонзи сити       | 2:2, 5:1            |
|         |                       | Осмина финала | Луксембург                                       | Алијанс Диделанж  | 7:0, 2:2            |
|         |                       | Четвртфинале  | Португалија                                      | Леишоиш           | 1:1, 3:1            |
|         |                       | Полуфинале    | Шпанија                                          | Атлетико Мадрид   | 0:1, 0:4            |
| 1963/64 | Куп шампиона          | Квалификације | Румунија                                         | Динамо Букурешт   | 0:2, 0:1            |
| 1968/69 | Куп шампиона          | 1. коло       | Социјалистичка Федеративна Република Југославија | Црвена звезда     | [ 1 ]               |
| 1969/70 | Куп сајамских градова | 1. коло       | Турска                                           | Алтај             | 1:0, 0:0            |
|         |                       | 2. коло       | Италија                                          | Каљари            | 2:0, 1:0            |
|         |                       | Осмина финала | Мађарска                                         | Ујпешт            | 1:0, 3:0            |
|         |                       | Четвртфинале  | Холандија                                        | Ајакс             | 3:1, 1:5            |
| 1970/71 | Куп шампиона          | 1. коло       | Турска                                           | Фенербахче        | 4:0, 1:0            |
|         |                       | Осмина финала | Португалија                                      | Спортинг Лисабон  | 2:1, 2:1            |
|         |                       | Четвртфинале  | Социјалистичка Федеративна Република Југославија | Црвена звезда     | 3:2, 0:4            |
| 1971/72 | Куп УЕФА              | 1. коло       | Бугарска                                         | Локомотива Софија | 3:0, 1:3            |
|         |                       | 2. коло       | Социјалистичка Федеративна Република Југославија | ОФК Београд       | 1:1, 4:0            |
|         |                       | Четвртфинале  | Енглеска                                         | Вулверхемптон     | 0:1, 0:3            |
| 1972/73 | Куп победника купова  | Предтакмичење | Финска                                           | Микели            | 6:1, 2:3            |
|         |                       | Осмина финала | Енглеска                                         | Лидс јунајтед     | 0:0, 0:2            |
| 1973/74 | Куп УЕФА              | 1. коло       | Финска                                           | Микели            | 3:0, 3:0            |
|         |                       | 2. коло       | Пољска                                           | Рух Хожов         | 0:3, 1:0            |
| 1974/75 | Куп победника купова  | 1. коло       | Чешка                                            | Славија Праг      | 0:1, 1:0 (пен. 3:2) |
|         |                       | Осмина финала | Португалија                                      | Бенфика           | 1:1, 0:0 (пгг)      |
| 1975/76 | Куп УЕФА              | 1. коло       | Француска                                        | Олимпик Марсеј    | 3:0, 1:0            |
|         |                       | 2. коло       | Пољска                                           | Стал Мјелец       | 1:0, 0:1 (пен. 2:3) |
| 1977/78 | Куп УЕФА              | 1. коло       | Турска                                           | Алтај             | 5:1, 1:4            |
|         |                       | 2. коло       | Белгија                                          | Моленбек          | 1:1, 1:1 (пен. 6:5) |
|         |                       | Осмина финала | Белгија                                          | Стандард Лијеж    | 2:0, 2:1            |
|         |                       | Четвртфинале  | Француска                                        | Бастија           | 2:7, 4:2            |
| 1978/79 | Куп УЕФА              | 1. коло       | Белгија                                          | Лирс              | 1:0, 2:2            |
|         |                       | 2. коло       | Њемачка                                          | Дуизбург          | 0:0, 0:3            |
| 1979/80 | Куп УЕФА              | 1. коло       | Енглеска                                         | ВБА               | 2:0, 2:1            |
|         |                       | 2. коло       | Социјалистичка Федеративна Република Југославија | Црвена звезда     | 2:3, 2:3            |
| 1980/81 | Куп победника купова  | 1. коло       | Италија                                          | Рома              | 0:3, 4:0            |
|         |                       | Осмина финала | Шпанија                                          | Валенсија         | 3:1, 0:1            |
|         |                       | Четвртфинале  | Велс                                             | Њупорт каунти     | 2:2, 1:0            |
|         |                       | Полуфинале    | Португалија                                      | Бенфика           | 2:0, 0:1            |
|         |                       | Финале        | Совјетски Савез                                  | Динамо Тбилиси    | 1:2                 |
| 1981/82 | Куп УЕФА              | 1. коло       | Албанија                                         | Динамо Тирана     | 0:1, 4:1            |
|         |                       | 2. коло       | Шпанија                                          | Реал Мадрид       | 2:3, 0:0            |
| 1982/83 | Куп УЕФА              | 1. коло       | Француска                                        | Бордо             | 3:1, 0:5            |
| 1983/84 | Куп УЕФА              | 1. коло       | Исланд                                           | Вестманаеја       | 0:0, 3:0            |
|         |                       | 2. коло       | Холандија                                        | Спарта Ротердам   | 2:3, 1:1            |
| 1986/87 | Куп УЕФА              | 1. коло       | Њемачка                                          | Бајер Урдинген    | 0:3, 0:4            |
| 1988/89 | Куп победника купова  | 1. коло       | Аустрија                                         | Кремсер           | 5:0, 0:1            |
|         |                       | Осмина финала | Италија                                          | Сампдорија        | 1:1, 1:3            |

1. ↑  Карл Цајс Јена се повукла из такмичења заједно са још неколико источноевропских клубова.